# Jeff Tweedy
Jeffrey Scot "Jeff" Tweedy, född 25 augusti 1967 i Belleville, Illinois, är en amerikansk musiker, känd som sångare och låtskrivare i den amerikanska musikgruppen Wilco. Han ingick även i den, under det sena 1980-talet, mycket inflytelserika alt-countrygruppen Uncle Tupelo. På senare år har Tweedy även samarbetat med Jim O'Rourke i Loose Fur.
Jeff Tweedy spelar också tillsammans med sonen Spencer i bandet "Tweedy". De gav ut albumet Sukierae 2014.

## Diskografi (urval)

### Studioalbum (solo)
- 2002 – Chelsea Walls - Soundtrack till filmen med samma namn
- 2017 – Together at Last
- 2018 – Warm
- 2019 – Warmer
- 2020 – Love Is the King

### Studioalbum med Uncle Tupelo
- 1990 – No Depression
- 1991 – Still Feel Gone
- 1992 – March 16-20, 1992
- 1993 – Anodyne

### Studioalbum med Wilco
- 1995 – A.M.
- 1996 – Being There
- 1998 – Mermaid Avenue
- 1999 – Summerteeth
- 2000 – Mermaid Avenue Vol. II
- 2002 – Yankee Hotel Foxtrot
- 2003 – More Like the Moon (EP)
- 2004 – A Ghost Is Born
- 2005 – Kicking Television: Live in Chicago
- 2007 – Sky Blue Sky
- 2009 – Wilco (The Album)
- 2011 – The Whole Love
- 2015 – Star Wars
- 2016 – Schmilco
- 2019 – Ode to Joy
- 2022 – Cruel Country
- 2023 – Cousin

### Studioalbum med Tweedy
- 2014 – Sukierae

### Albumsamarbeten
- 1995 – Down by the Old Mainstream (med Golden Smog)
- 1998 – Weird Tales (med Golden Smog)
- 2003 – Loose Fur (med Loose Fur)
- 2003 – Down with Wilco (med The Minus 5)
- 2003 – Circles (med The Autumn Defense)
- 2004 – Arabella (med Laurie & John)
- 2006 – Born Again in the USA (med Loose Fur)
- 2006 – The Minus 5 (med The Minus 5)
- 2006 – Another Fine Day (med Golden Smog)
- 2017 – If All I Was Was Black (med Mavis Staples)